# Студёновка (Саратовская область)
Студёновка — село в Воскресенском районе Саратовской области, входит в состав Синодского муниципального образования.

## География
Село расположено в 58 километрах от Саратова и 27 километрах от Воскресенского, в центральной части района, к востоку от реки Терешка. Вблизи населённого пункта проходит федеральная трасса Р228. Ближайшие железнодорожные станции — Медяниково и Доброволец.

## Население
| 2002 | 2010 | 2014 | 2015 |
| ---- | ---- | ---- | ---- |
| 400  | ↘301 | ↗425 | ↘375 |

## История
Археологические раскопки вблизи населённого пункта позволяют утверждать, что с XIII по XV век на этом месте располагалось небольшое золотоордынское поселение.
Не позднее 1763 года, на одноимённой речке, зародилось село Студенка, нынешняя Студёновка.
Степан Степанович Апраксин был здешним помещиком. Село приписано было к Комаровской Михаило-Архангельской церкви. Здесь располагались две мельницы. Деревня входила в состав Ключевской волости Саратовского уезда Саратовской губернии.
К 1910 году открылась земская школа.
89 жителей не вернулись с полей сражения Великой Отечественной войны.
В Студеновке в 1914 родилась Кишкина, Елизавета Павловна  ( 1914-2015)  , жена китайского политика и профсоюзного деятеля Ли Лисаня и профессор кафедры русского языка Пекинского университета.

## Достопримечательности
В селе находится монумент погибшим 1941—1945 годах землякам. На плитах высечены имена всех погибших сельчан.

## Инфраструктура
На территории села работает общеобразовательная школа. Имеются отделение почтовой связи, магазины.

## Уличная сеть
В селе несколько улиц:
- улица Молодежная,
- поселок Молодежный,
- улица Тростянка,
- улица Центральная.

На территории и вблизи населённого пункта образованы и действуют садоводческие товарищества:
- тер СНТ Автомобилист
- тер СНТ Золотистый
- тер СНТ Мечта
- тер СНТ Росток
- тер СНТ Терешка
- тер СНТ Тракт.